# Karl Jelinek

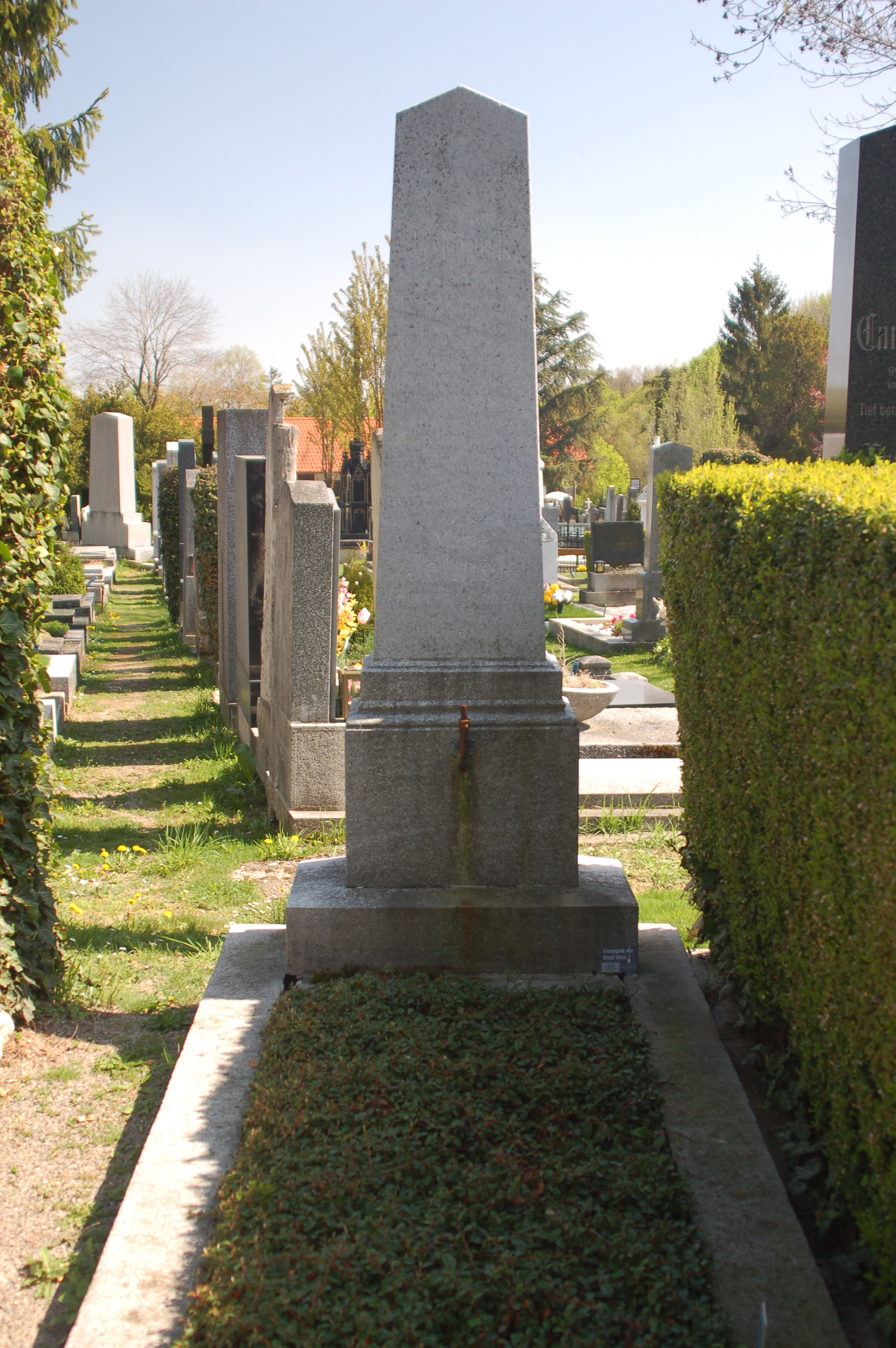
Jelineks grav vid Heiligenstädter Friedhof.

Karl Jelinek, född 23 april 1822 i Brünn (nu Brno i Tjeckien), död 19 oktober 1876 i Wien, var en österrikisk meteorolog.
Jelinek blev 1852 professor i högre matematik vid polytekniska institutet i Prag och 1863 direktor vid den i Wien inrättade centralanstalten för meteorologi och jordmagnetism. Han verkade mycket för att få till stånd meteorologmöten och blev på den internationella meteorologkongressen i Wien 1873 invald i dess permanenta kommitté.
Han var stiftare av Österreichische Gesellschaft für Meteorologie. År 1864 utnämndes han till medlem av undervisningsrådet, och 1870–1873 fungerade han i undervisningsministeriet som referent för tekniska högskolor samt yrkes- och handelsskolor. Han var även en flitig författare i sina ämnen. Hans arbeten publicerades dels i akademiens i Wien handlingar, dels i den av honom och Julius von Hann redigerade Zeitschrift der Oesterreichischen Gesellschaft für Meteorologie.